# Bach an der Donau
Bach an der Donau je obec v německé spolkové zemi Bavorsko, v zemském okrese Řezno ve vládním obvodu Horní Falc.
V roce 2014 zde žilo 1 786 obyvatel.

## Poloha
Sousední obce jsou: Barbing, Donaustauf a Wiesent.